# Даматуру
Даматуру — столиця штату Йобе, Нігерія.

## Клімат
Місто знаходиться у зоні, котра характеризується кліматом помірних степів та напівпустель. Найтепліший місяць — травень із середньою температурою 31.7 °C (89.1 °F). Найхолодніший місяць — січень, із середньою температурою 21.7 °С (71.1 °F).
| Клімат Даматуру         | Клімат Даматуру | Клімат Даматуру | Клімат Даматуру | Клімат Даматуру | Клімат Даматуру | Клімат Даматуру | Клімат Даматуру | Клімат Даматуру | Клімат Даматуру | Клімат Даматуру | Клімат Даматуру | Клімат Даматуру | Клімат Даматуру |
| Показник                | Січ.            | Лют.            | Бер.            | Квіт.           | Трав.           | Черв.           | Лип.            | Серп.           | Вер.            | Жовт.           | Лист.           | Груд.           | Рік             |
| Середня температура, °C | 21,7            | 24,6            | 28,5            | 31,5            | 31,7            | 29,9            | 27,5            | 26,7            | 27,8            | 28,1            | 25,1            | 22,5            | 27,1            |
| Норма опадів, мм        | 0               | 0.1             | 0.6             | 12.5            | 37              | 78.9            | 171.6           | 221.5           | 109.2           | 15.2            | 0.1             | 0.1             | 646.8           |
| Днів з опадами          | 0               | 0               | 0,3             | 1,8             | 4,5             | 7,1             | 11,1            | 12,2            | 7,6             | 1,5             | 0               | 0               | 46,1            |
| Вологість повітря, %    | 25              | 20.4            | 21.7            | 32.3            | 45.8            | 56.8            | 68.2            | 74.5            | 69.8            | 49.6            | 30.3            | 28.5            | 43.6            |
| ----------------------- | --------------- | --------------- | --------------- | --------------- | --------------- | --------------- | --------------- | --------------- | --------------- | --------------- | --------------- | --------------- | --------------- |
| Джерело: Weatherbase    |                 |                 |                 |                 |                 |                 |                 |                 |                 |                 |                 |                 |                 |